# Bartender (manga)
Bartender (バーテンダー?) è un manga scritto da Jō Araki ed illustrata da Kenji Nagatomo; pubblicata a partire dal 2004, ha come protagonista un brillante barista di genio che usa tutto il suo talento per cercar d'alleviare le preoccupazioni dei suoi clienti.
Adattato in un anime di 11 episodi nel 2006, ne è stato tratto nel 2011 un dorama stagionale invernale in 8 puntate trasmesso da TV Asahi: questa versione live action vede Masaki Aiba del gruppo j-pop Arashi interpretare il ruolo del protagonista. Anche se prende spunto dal manga, il dorama ha per lo più una trama originale.

## Trama
La storia segue la vita notturna di Ryu, un barista prodigio, di cui si dice sia capace di creare (mescolando vari ingredienti) il miglior cocktail in circolazione, assaggiato il quale l'anima della persona si tranquillizza e rilassa seduta stante. 
Ryu ha un impiego a tempo pieno nell'Eden Hall, un bar nascosto in un angolo del quartiere centrale di Tokyo detto Ginza: ora, per poter entrare nella sala Eden occorre esser accompagnati da un avventore... non è per tutti quindi, ma solamente per chi è stato invitato. 
Nel corso della narrazione vari personaggi, più o meno importanti, i quali si trovano tutti a condividere difficili problemi e responsabilità, vengono ammessi in "Eden Hall": qui Ryu gli offre ottimi drink e ciò porta i clienti a riflettere sulle loro vite trascorse e decidere e scegliere cosa fare del proprio futuro e come affrontare al meglio i loro problemi.

## Protagonisti
Ryū Sasakura (佐々倉 溜?, Sasakura Ryū)
Ryu è un barista di notevolissimo talento che cerca, attraverso le sue capacità, di aiutare quanto meglio gli è possibile le persone che entrano nel bar dove lavora: offrendo sostegno e conforto li rassicura e rafforza interiormente.
Miwa Kurushima (来島 美和?, Kurushima Miwa)
una giovane che conoscerà Ryu ed assumerà presto il ruolo di principale personaggio femminile all'interno della vicenda.

## Manga

### Volumi
| Nº | Giapponese 「Kanji」 - Rōmaji                       | Data di prima pubblicazione             | Data di prima pubblicazione |
| Nº | Giapponese 「Kanji」 - Rōmaji                       | Giapponese                              |                             |
| 1  | 「優しい止まり木」 - Yasashī tomariki               | 3 dicembre 2004 ISBN 978-4-08-859454-5  |                             |
| 2  | 「完璧な味」 - Kanpekina aji                        | 2 maggio 2005 ISBN 978-4-08-859495-8    |                             |
| 3  | 「バーの顔」 - Bā no kao                            | 2 settembre 2005 ISBN 978-4-08-859528-3 |                             |
| 4  | 「旅人のための一杯」 - Tabibito no tame no ippai    | 5 gennaio 2006 ISBN 978-4-08-859553-5   |                             |
| 5  | 「One for the Road」 - One fō the Road              | 2 maggio 2006 ISBN 978-4-08-859575-7    |                             |
| 6  | 「葉巻の煙」 - Hamaki no kemuri                     | 4 ottobre 2006 ISBN 978-4-08-859599-3   |                             |
| 7  | 「マティーニの顔」 - Matīni no kao                  | 4 gennaio 2007 ISBN 978-4-08-859616-7   |                             |
| 8  | 「イーデンホールの幸運」 - Īdenhōru no kōun         | 2 maggio 2007 ISBN 978-4-08-859638-9    |                             |
| 9  | 「最初の「客」」 - Saisho no `kyaku'                | 4 settembre 2007 ISBN 978-4-08-859666-2 |                             |
| 10 | 「たゆたえども沈まず」 - Tayutaedomo shizumazu      | 4 febbraio 2008 ISBN 978-4-08-859688-4  |                             |
| 11 | 「それぞれの転機」 - Sorezore no tenki              | 2 maggio 2008 ISBN 978-4-08-859707-2    |                             |
| 12 | 「クロス・ロード」 - Kurosu rōdo                    | 2 ottobre 2008 ISBN 978-4-08-859732-4   |                             |
| 13 | 「失敗の優しさ」 - Shippai no yasashi-sa            | 4 febbraio 2009 ISBN 978-4-08-859758-4  |                             |
| 14 | 「献杯」 - Kenpai                                   | 3 luglio 2009 ISBN 978-4-08-859786-7    |                             |
| 15 | 「過去」 - Kako                                     | 4 novembre 2009 ISBN 978-4-08-859799-7  |                             |
| 16 | 「竹鶴・リタの物語」 - Takedzuru rita no monogatari | 4 marzo 2010 ISBN 978-4-08-859827-7     |                             |
| 17 | 「明日への扉」 - Asuhenotobira                      | 4 agosto 2010 ISBN 978-4-08-859844-4    |                             |
| 18 | 「バーの宝物」 - Bā no takaramono                   | 29 dicembre 2010 ISBN 978-4-08-859866-6 |                             |
| 19 | 「旅立ち」 - Tabidachi                              | 18 marzo 2011 ISBN 978-4-08-859879-6    |                             |
| 20 | 「善い人」 - Yoi hito                               | 2 settembre 2011 ISBN 978-4-08-859894-9 |                             |
| 21 | 「サヨナラの教え」 - Sayonara no oshie              | 17 febbraio 2012 ISBN 978-4-08-858786-8 |                             |

## Anime

### Sigle
Sigla iniziale
- Bartender di Natural High, Junpei Shiina

Sigla finale
- Hajimari no Hito di Natural High

### Episodi
| Nº | Giapponese 「Kanji」 - Rōmaji                       | In onda          | In onda |
| Nº | Giapponese 「Kanji」 - Rōmaji                       | Giapponese       |         |
| 1  | 「バーテンダー」 - Baatendaa                        | 15 ottobre 2006  |         |
| 2  | 「心のメニュー」 - Kokoro no menyū                  | 29 ottobre 2006  |         |
| 3  | 「後悔のグラス」 - Kōkai no gurasu                  | 5 novembre 2006  |         |
| 4  | 「琥珀の夢」 - Kohaku no yume                       | 12 novembre 2006 |         |
| 5  | 「バーの忘れ物」 - Baa no wasuremono                | 19 novembre 2006 |         |
| 6  | 「グラスの中の物語」 - Gurasu no naka no monogatari | 26 novembre 2006 |         |
| 7  | 「バーの休日」 - Baa no Kyūjitsu                    | 3 dicembre 2006  |         |
| 8  | 「カウンターの嘘」 - Kauntaa no Uso                 | 10 dicembre 2006 |         |
| 9  | 「バーの顔」 - Baa no Kao                           | 17 dicembre 2006 |         |
| 10 | 「クリスマスの奇跡」 - Kurisumasu no Kiseki         | 24 dicembre 2006 |         |
| 11 | 「命の水」 - Inochi no Mizu                         | 31 dicembre 2006 |         |

## Dorama

### Star ospiti
- Kana Kurashina - Yamagishi Yukari (ep. 2)
- Shigeru Jōshima - Shimizu (ep. 2)
- Kanji Tsuda - Oda Kimihiko (ep. 3)
- Takeyama Cunning - Kitakata Aki (ep. 4)
- Miho Tanaka - Nanbara (ep. 4)
- Sei Ashina - Suwa Mari (ep. 5)
- Shigeru Muroi - Suwa Sanae (ep. 5)
- Kohei Otomo - Yamanouchi Seiji (ep. 6)
- Tetsuya Bessho - Hayase Hiroaki (ep. 7)
- Eriko Satō - Kimishima Rumi (ep. 7)
- Ryō Nishikido - Hongo Yuji (ep. 8)

### Episodi
| Nº | Giapponese 「Kanji」 - Rōmaji | In onda          | In onda |
| Nº | Giapponese 「Kanji」 - Rōmaji | Giapponese       |         |
| 1  | 「相葉雅紀の「バーテンダー大作戦」」 - Aibamasaki no bātendā dai sakusen                                                                 | 14 gennaio 2011  |         |
| 2  | 「嵐を呼ぶ男VS伝説ホテル王…永久にまずい酒」 - Arashiwoyobuotoko VS densetsu hoteru-ō... eikyū ni mazui sake                              | 4 febbraio 2011  |         |
| 3  | 「危険な女子会…美しすぎる親友の秘密」 - Kiken'na onagokai… utsukushi sugiru shin'yū no himitsu                                           | 11 febbraio 2011 |         |
| 4  | 「40女結婚やめます!! モテキ到来…幻のカクテル」 - 40 On'na kekkon yamemasu!! Moteki tōrai… maboroshi no kakuteru                          | 18 febbraio 2011 |         |
| 5  | 「涙の毒入りカクテル…12時歌舞伎町シンデレラ」 - Namida no doku-iri kakuteru… 12-ji Kabukichō Shinderera                                  | 25 febbraio 2011 |         |
| 6  | 「母と認めない!! 銀座の女帝 娘に遺す最期の一杯」 - Haha to mitomenai!! Ginza no nyotei musume ni nokosu saigo no ippai                   | 4 marzo 2011     |         |
| 7  | 「あの人に勇気をもらった…今こそ最高の一杯を」 - Ano hito ni yūki o moratta… ima koso saikō no ippai o                                    | 18 marzo 2011    |         |
| 8  | 「最終章!! さよなら…ラパンの日々」 - Sai shūshō!! Sayonara… rapan no hibi                                                                | 25 marzo 2011    |         |
| 9  | 「今夜完結!! 君へ捧ぐ最後のグラス…たとえ二度と逢えなくても」 - Kon'ya kanketsu!! Kimi e sasagu saigo no gurasu… tatoe nidoto aenakute mo | 1º aprile 2011   |         |